# Martinš Trautmanis
Martinš Trautmanis (* 7. Juli 1988 in Ventspils) ist ein ehemaliger lettischer Radrennfahrer.

## Werdegang
Als Junior und in der U23 war Trautmanis Mitglied in der Nationalmannschaft und startete bei Welt- und Europameisterschaften sowie im UCI Nations’ Cup U23, 2007 erzielte er bei der Tour de l’Avenir als bestes Ergebnis einen fünften Etappenrang. Auch in den insgesamt drei Jahren Mitgliedschaft in einem UCI Continental Team blieb er international ohne nennenswerte Ergebnisse. Auf nationaler Ebene wurde Trautmanis 2011 lettischer Meister im Straßenrennen, 2007 gewann er die Bronzemedaille im Einzelzeitfahren.

## Erfolge
2011
- Lettischer Meister – Straßenrennen

## Teams
- 2007 Rietumu Bank-Riga
- 2008 Rietumu Bank-Riga
- 2015 Alpha Baltic-Unitymarathons.com